# Pietro Antonio Danieletti
Pietro Antonio Danieletti (Padova, 29 aprile 1712 – Padova, 22 aprile 1779) è stato uno scultore italiano, attivo essenzialmente a Padova e dintorni.

## Biografia
Della sua vita si conosce poco. Figlio di Pietro e di Maddalena, nacque nella parrocchia di San Lorenzo. Va forse identificato con il padre un Pietro Danieletti che nel 1705 entrò nella fraglia padovana dei tagliapietra, ma va precisato che quest'ultima accoglieva sia scultori di talento, sia modesti scalpellini.
Nel 1745 sposò Caterina Angela Albanesi. Un figlio, Antonio, divenne orefice, mentre il nipote ex fratre Daniele Luigi fu architetto.
Dal 1725 alla morte fu iscritto alla fraglia dei tagliapietra, di cui fu anche sindaco, massaro e gastaldo. Per quanto riguarda le commissioni attestate, nel 1753 ebbe l'incarico di eseguire le quattro Virtù lignee per le cornici delle casse degli organi della basilica del Santo (le precedenti, di Giovanni Bonazza, erano state distrutte da un incendio); le statue si trovano oggi nel convento, lungo il corridoio di accesso alla biblioteca. Nel 1778 e nel 1779 ricevette i pagamenti per le statue del giardino di palazzo Frigimelica, ultimate da Antonio Verona dopo la sua morte.
Antonio Neumayr ritiene che fu pure fonditore e che realizzò disegni per l'argentiere Angelo Scarabello. Lo stesso riferisce che fu autore di una Venere e di altre sei Divinità per la corte di Lisbona, ma la notizia non è confermabile. 
Indice del prestigio raggiunto, nel 1780, a un anno dalla morte, il conte Ercole Sambonifacio incaricò Luigi Verona di realizzare un busto dello scultore.

## Opere
Ritenuto già da Pietro Brandolese (1795) allievo del Bonazza, le influenze di quest'ultimo si notano soprattutto nelle opere giovanili, per esempio nei chiaroscuri e nei ritmi compositivi dei San Pietro e San Paolo per la facciata della parrocchiale di Noventa Padovana (1747 circa). Sull'altare maggiore della stessa, tuttavia, si trovano anche altre due statue degli stessi santi che presentano una stesura plastica meno contrastata, ispirate forse ad Antonio Gai e ad Antonio Tarsia.
Varie opere gli sono state solo attribuite in quanto non firmate. Camillo Semenzato gli assegna il bassorilievo con la Consegna delle chiavi a san Pietro sempre nella chiesa di Noventa, l'altare maggiore della parrocchiale di Boara Pisani (e, con più riserve, le statue della facciata) e quello della parrocchiale di Barbona.
È invece autografato il fonte battesimale della parrocchiale di Bovolenta (1771 circa), comprendente le figure della Speranza e della Carità che si avvicinano alle Stagioni del giardino del palazzo Selvatico di Padova (e per questo attribuite al Danieletti sempre da Semenzato).
Da citare per la saldezza monumentale il San Bellino del duomo di Chioggia, il busto di Giovan Battista Morgagni per il teatro anatomico dell'università di Padova (1769), le opere che ornano la facciata della chiesa di San Canziano di Padova, l'altare maggiore della parrocchiale di Casale di Scodosia (1771 circa) e quello coevo della chiesa di Chiesanuova.
Si collocano negli utlimi anni di attività le dodici statue per il Prato della Valle, con cui il Danieletti raggiunse l'apice della propria carriera. Di particolare pregio l'Albertino Papafava e il Zambon Dotto de' Dauli, mentre le altre (alcune furono forse ultimate da altri essendo state collocate dopo la sua morte) cedono a una certa enfasi declamatoria.